# Black Mama, White Mama
Pour plus de détails, voir Fiche technique et Distribution.
Black Mama, White Mama est un film de prison pour femmes blaxploitation américain réalisé par Eddie Romero, sorti en 1973.

## Synopsis
Deux femmes créent des incidents dans la prison (l'une "Lee Daniels" était révolutionnaire, l'autre "Karen Brent" était dans un harem).

## Fiche technique
- Titre original : Black Mama, White Mama
- Réalisation : Eddie Romero
- Scénario : H.R. Christian, Joe Viola & Jonathan Demme (histoire)
- Musique : Harry Betts
- Photographie : Justo Paulino
- Producteur : John Ashley, David J. Cohen, Eddie Romero
- Distribution : AIP & MGM
- Pays d'origine :  États-Unis
- Langue : Anglais
- Format : Couleur -  35 mm, Spherical - mono ; ratio 1.85 : 1
- Genre : thriller / Blaxploitation
- Durée :  87 min
- Dates de sortie : 19 janvier 1973  États-Unis

## Distribution
- Pam Grier : Lee Daniels
- Margaret Markov : Karen Brent
- Sid Haig : Ruben
- Lynn Borden : Matron Densmore
- Zaldy Zshornack : Ernesto
- Laurie Burton : Warden Logan
- Eddie Garcia : Capt. Cruz
- Alona Alegre : Juana
- Dindo Fernando : Rocco
- Vic Diaz : Vic Cheng
- Wendy Green : Ronda
- Lotis Key : Jeanette
- Alfonso Carvajal : Galindo
- Bruno Punzalan : Truck Driver
- Subas Herrero : Luis
- Jess Ramos : Alfredo
- Carpi Asturias : Lupe

## Autour du film
- Ce film fait référence à La Chaîne 1958 avec Tony Curtis et Sidney Poitier.

- Dans la promotion ( >>Bande-Annonce ) du film, la tagline "Chicks in chains... and nothing in common but the hunger of 1,000 nights without a man !" peut se traduire par : "Des poulettes enchaînées ... et rien en commun si ce n'est la faim dévorante de 1000 nuits sans homme !".

- Le film fut tourné aux Philippines.

- En 1976 sort un film érotique Black Emanuelle, White Emanuelle de Mario Pinzauti.

- Le film influença Quentin Tarantino pour Kill Bill, notamment pour la musique d'Harry Betts et le nom de Black Mamba.